# Pignans
Pignans est une commune française située dans le département du Var, en région Provence-Alpes-Côte d'Azur. Elle comptait un peu mois de 4700 habitants en 2020.

## Géographie

### Localisation
Pignans est situé au nord-ouest du massif des Maures et, à vol d'oiseau, à 32 km au nord-est de Toulon, 13 km au sud-ouest du Luc et 18 km au sud-est de Brignoles.
Pignans fait partie de la communauté de communes Cœur du Var, avec dix autres communes voisines dont Puget-Ville à 9,8 km et 10,2 de Besse-sur-issole.
| Besse-sur-Issole                 | Flassans-sur-Issole |          |
| Carnoules                        | Pignans             | Gonfaron |
| Puget-Ville (par un quadripoint) | Collobrières        |          |

### Géologie et relief
- Châtaigniers du Massif des Maures.
- Plaine du Réal Martin[3].

La commune se compose de 155,21 hectares de territoires artificialisés (4,51 %), 879,70 hectares de territoires agricoles (25,57 %) et 2 404,99 hectares de forêts et milieux semi-naturels (69,91 %).
Espaces naturels :
- Un espace protégé Natura 2000 :

La plaine et le massif des Maures.
- Six zones naturelles d'intérêt écologique, faunistique et floristique (Znieff) :

Massif des Maures,
Maures septentrionales de Notre-Dame-des-Anges à la Garde-Freinet,
Plaine des Maures (Type 2),
Dépression de l'Espine,
Mare de Valbelle,
Dépression et collines du Centre Var.
- Site bioarchéologique :

Berthoire.

### Hydrographie et les eaux souterraines
Pignans est arrosée par le Réal Martin, cours d'eau de 27,9 km, ainsi que par le Réal Rimauresq et que le Vallon de Notre Dames-des-Anges, ses affluent et sous-affluent.
Cours d'eau sur la commune ou à son aval :
- le Réal Martin ;
- le Réal Rimauresq ;
- val de Garnier ;
- vallons de Notre-Dame des Anges, des Bîmes ;
- le Grand Vallat.

### Climat
Pour des articles plus généraux, voir Climat de Provence-Alpes-Côte d'Azur et Climat du Var.
En 2010, le climat de la commune est de type climat méditerranéen franc, selon une étude du Centre national de la recherche scientifique s'appuyant sur une série de données couvrant la période 1971-2000. En 2020, Météo-France publie une typologie des climats de la France métropolitaine dans laquelle la commune est exposée à un climat méditerranéen et est dans la région climatique Var, Alpes-Maritimes, caractérisée par une pluviométrie abondante en automne et en hiver (250 à 300 mm en automne), un très bon ensoleillement en été (fraction d’insolation > 75 %), un hiver doux (8 °C) et peu de brouillards.
Pour la période 1971-2000, la température annuelle moyenne est de 14,3 °C, avec une amplitude thermique annuelle de 15,9 °C. Le cumul annuel moyen de précipitations est de 868 mm, avec 7,3 jours de précipitations en janvier et 1,8 jours en juillet. Pour la période 1991-2020, la température moyenne annuelle observée sur la station météorologique de Météo-France la plus proche, « Collobrières_sapc », sur la commune de Collobrières à 10 km à vol d'oiseau, est de 14,6 °C et le cumul annuel moyen de précipitations est de 822,8 mm. 
La température maximale relevée sur cette station est de 39,9 °C, atteinte le 5 août 2017 ; la température minimale est de −9,6 °C, atteinte le 26 janvier 2005,,.
Les paramètres climatiques de la commune ont été estimés pour le milieu du siècle (2041-2070) selon différents scénarios d'émission de gaz à effet de serre à partir des nouvelles projections climatiques de référence DRIAS-2020. Ils sont consultables sur un site dédié publié par Météo-France en novembre 2022.

## Urbanisme

### Typologie
Au 1er janvier 2024, Pignans est catégorisée bourg rural, selon la nouvelle grille communale de densité à sept niveaux définie par l'Insee en 2022.
Elle appartient à l'unité urbaine de Gonfaron, une agglomération intra-départementale regroupant quatre  communes, dont elle est ville-centre,,. Par ailleurs la commune fait partie de l'aire d'attraction de Toulon, dont elle est une commune de la couronne,. Cette aire, qui regroupe 35 communes, est catégorisée dans les aires de 200 000 à moins de 700 000 habitants,.

### Occupation des sols
L'occupation des sols de la commune, telle qu'elle ressort de la base de données européenne d’occupation biophysique des sols Corine Land Cover (CLC), est marquée par l'importance des forêts et milieux semi-naturels (69,9 % en 2018), une proportion identique à celle de 1990 (69,9 %). La répartition détaillée en 2018 est la suivante : forêts (60,5 %), cultures permanentes (21,5 %), milieux à végétation arbustive et/ou herbacée (9,5 %), zones urbanisées (4,5 %), zones agricoles hétérogènes (2,6 %) et prairies (1,5 %). L'évolution de l’occupation des sols de la commune et de ses infrastructures peut être observée sur les différentes représentations cartographiques du territoire : la carte de Cassini (XVIIIe siècle), la carte d'état-major (1820-1866) et les cartes ou photos aériennes de l'IGN pour la période actuelle (1950 à aujourd'hui).

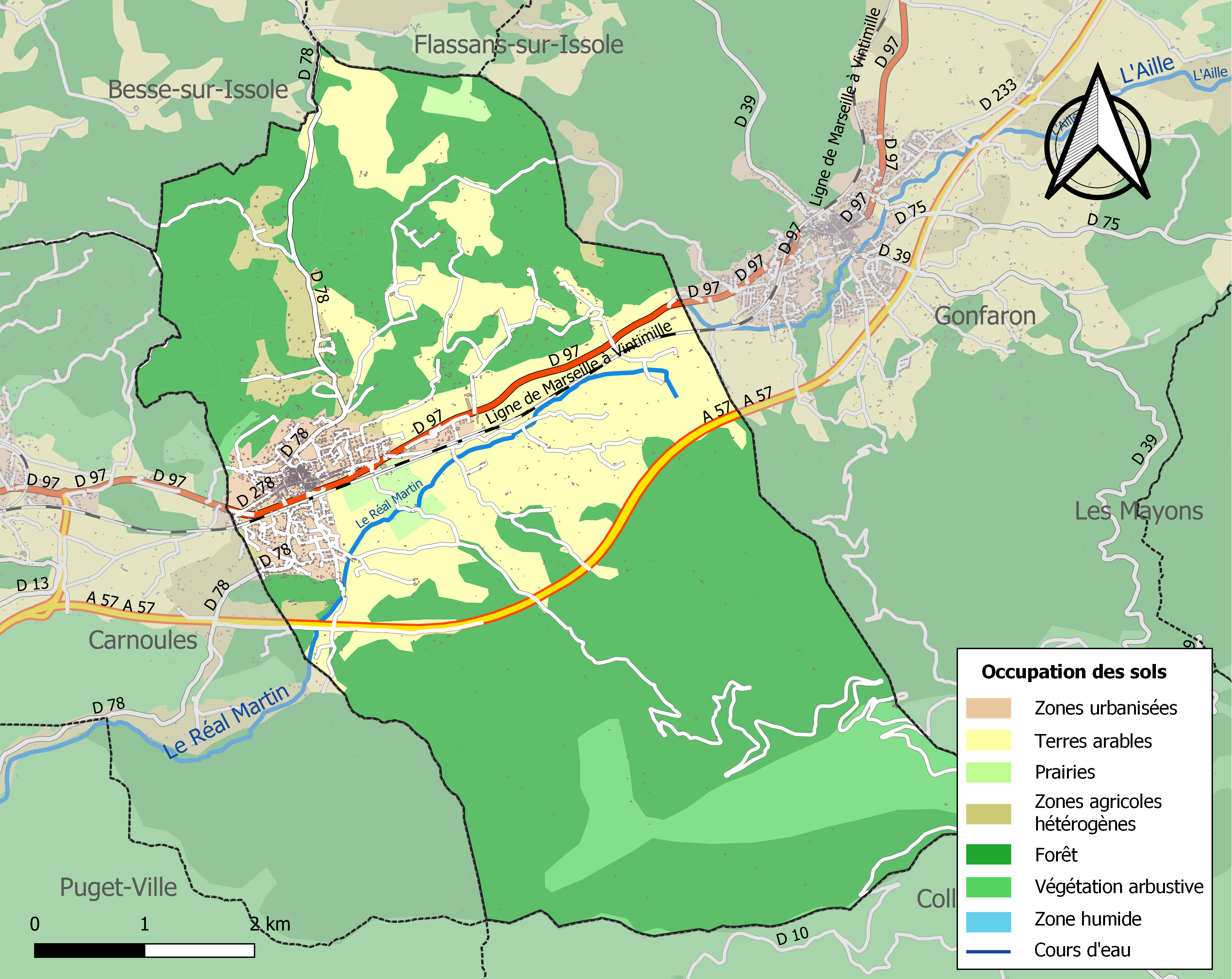
Carte des infrastructures et de l'occupation des sols de la commune en 2018 (CLC).

### Voies de communications et transports

#### Voies routières
Le village de Pignans est accessible par la route départementale RD 97, qui relie Toulon au Luc-en-Provence. La commune est également traversée par l'autoroute A57, dont la jonction la plus proche est à Carnoules,  11.

#### Transports en commun
Transport en Provence-Alpes-Côte d'Azur
- La gare de Pignans est ouverte au trafic voyageur, mais ne dispose pas de guichet[31].
- Plusieurs navettes de TER desservent quotidiennement la gare, entre la gare des Arcs - Draguignan et celle de Toulon[32].

### Risques majeurs

#### Risque sismique
La commune est en zone sismique 2 Faible.

## Histoire

### Antiquité
Un fragment de silex découvert au quartier du Pouverel et les vestiges d’une enceinte d’oppidum à Notre Dame des Anges, montrent que des hommes préhistoriques vivaient déjà sur le territoire pignantais.
Des fouilles, quartier Berthoire, ont permis d’identifier Pignans comme un vicus routier, agglomération située sur une voie. Au Ier siècle de notre ère celle-ci reliait Forum Voconii (à proximité du Cannet des Maures) à Telo Martius (Toulon). Le village romain de Pignans s’étendait à l’origine depuis le Carry jusqu’à Berthoire, où sont encore visibles les fondations de bâtiments et de maisons avec des restes de cuves et de pressoirs à vin. Il s'agirait de l'antique « Civitas Pignacensis ».

### Moyen Âge
En l'an 517, la décision de construire une église, telle que le montre la « Charte de Thierri », fils de Clovis, Comte de la Gaule narbonnaise et de Provence, va fixer définitivement la population.
Le nom de Pignanum apparut dans les archives médiévales en 1039. À partir de 1080, une collégiale y fut attestée et une bulle papale (acte d’authentification) de 1152 signale son importance. Le Chapitre des Chanoines de Pignans, soumis à la règle de Saint-Augustin, avaient des dépendances dans une trentaine de prieurés de la région.
Dès le XIIe siècle, les seigneuries de Besse et de Gonfaron étaient passées entre les mains des moines seigneurs de Pignans. Signe de cette richesse, les procès qui émaillèrent le Moyen Âge comme celui qui opposa les Augustins de Pignans aux Cisterciens du Thoronet à propos de l’occupation d’un monastère sur l’île de Porquerolles. Cette puissance pourrait trouver son origine dans l’Antiquité. En effet, en 1246 est attesté un cloître, dont l'ensemble des bâtiments religieux forment un monastère. Ce monastère, véritable château avec une haute muraille flanquée de 13 tours, est incendié et pillé durant les guerres de Religion par les huguenots, le 8 juin 1591.
Au lieu de disparaître, cette agglomération aurait traversé le désordre du haut Moyen Âge favorisant ainsi son hégémonie au moment du renouveau de la Provence au XIe siècle. Le Pignans médiéval du XIe et du XIIe siècle bâti à partir de l’église, s’étendit ensuite au sud, du XIIIe au XVe siècle, et était fermé si besoin par des portes, comme l’atteste celle bien conservée, située au débouché de la rue de l’Église sur la place des Armistices.

### Temps modernes

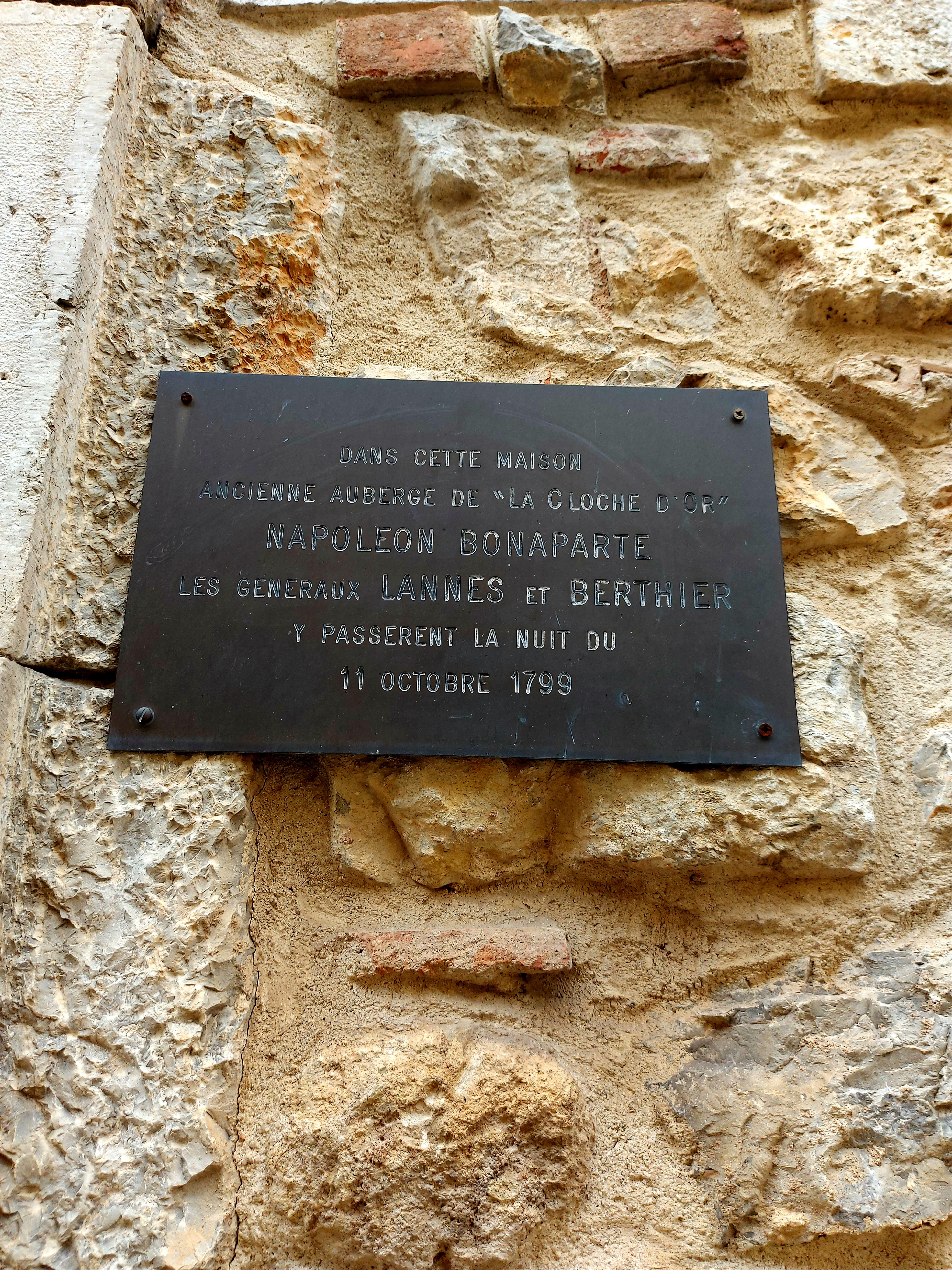
Plaque commémorant le passage de Napoléon Bonaparte.

À la fin du XVIIe siècle, Louis XIV décida d’unir la prévôté de Pignans au séminaire royal de Toulon tenu par les jésuites. En 1717, la prévôté fut rétablie dans ses droits et son rayonnement se poursuivit jusqu’à la vente des biens de l’église en 1791,,.

### Époque contemporaine
Grâce à une hydrographie exceptionnelle, une petite industrie liée à l’eau s’est développée au cours du XVIIIe et du XIXe siècle. Durant cette période, Pignans dut sa prospérité à ses fabriques de papier et de martinet en cuivre et à ses moulins (farine et huile). Le liège fut également exploité, le village comptera jusqu’à quatre bouchonneries.
Les Pignantais étaient alors appelés « lei bras cargats » (les bras chargés).
Jules Gérard, né à Pignans en 1817, s’engagea dans les Spahis et devient lieutenant. Tireur aussi intrépide qu'habile, il se rendit célèbre en faisant la chasse aux lions qui dévastaient l'Algérie. En onze années, il en tua pas moins de 25. Il a écrit La chasse aux lions et Tueur de lions.
Lors des guerres 14-18 et 39-45, Pignans subit des pertes importantes.

## Politique et administration

### Intercommunalités
Flassans-sur-Issole est membre de la communauté de communes Cœur du Var de 37 829 habitants, créée en janvier 2002.
Les onze communes composant la communauté de communes en 2012 sont (par ordre alphabétique) :
- Besse-sur-Issole ;
- Cabasse ;
- Le Cannet-des-Maures ;
- Carnoules ;
- Flassans-sur-Issole ;
- Gonfaron ;
- Le Luc ;
- Les Mayons ;
- Pignans ;
- Puget-Ville ;
- Le Thoronet.

### Politique environnementale
Depuis juin 2016, Pignans dispose d'une station d'épuration d'une capacité de 6 500 équivalent-habitants,,.

## Finances communales

### Budget et fiscalité 2023

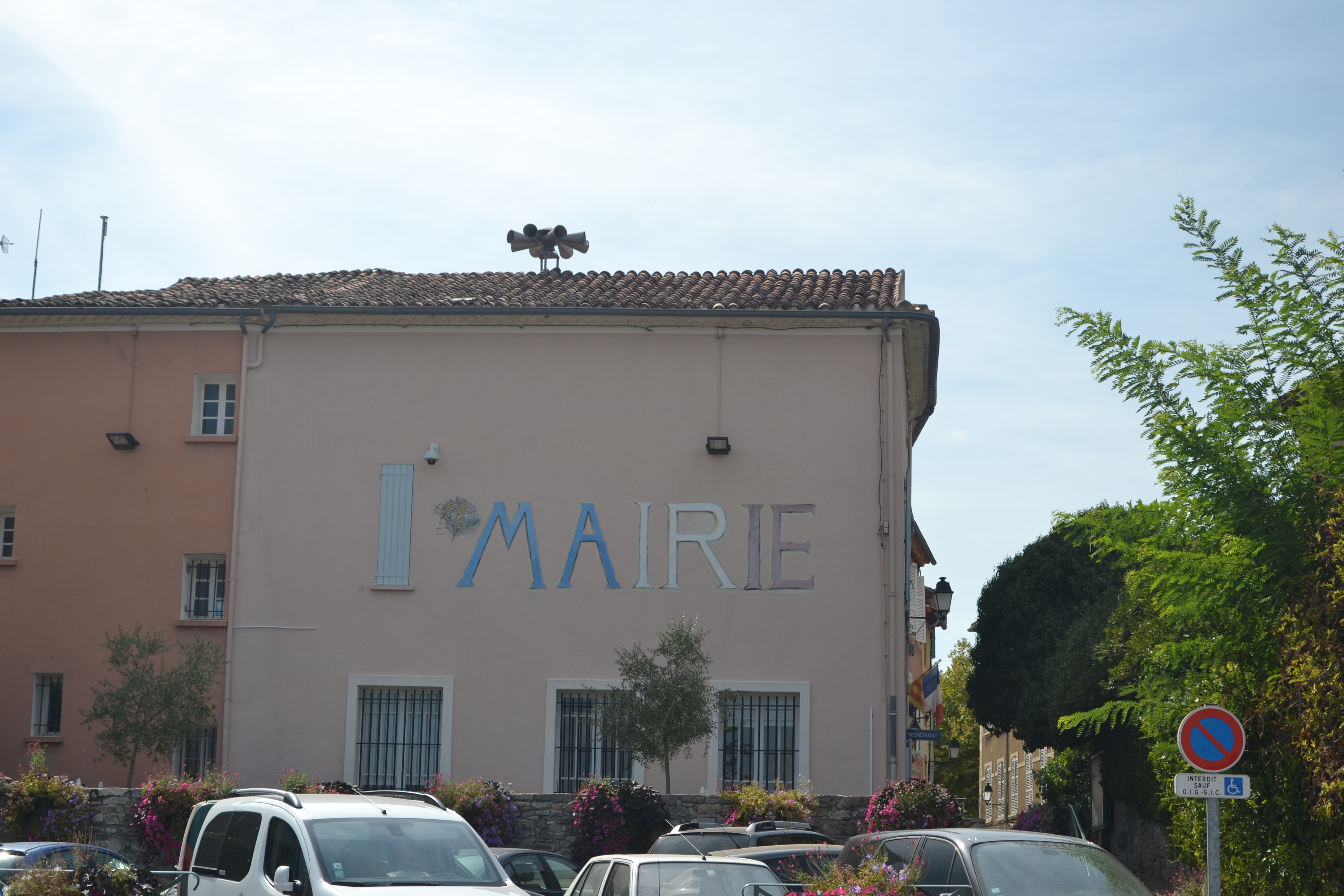
Mairie de Pignans.

En 2023, le budget de la commune est constitué ainsi :
- total des produits de fonctionnement : 4 803 000 €, soit 1 021 € par habitant ;
- total des charges de fonctionnement : 4 253 000 €, soit 904 € par habitant ;
- total des ressources d'investissement : 13 160 000 €, soit 280 € par habitant ;
- total des emplois d'investissement : 2 014 000 €, soit 428 € par habitant ;
- endettement : 2 082 000 €, soit 442 € par habitant.

Avec les taux de fiscalité suivants :
- taxe d'habitation : 19,58 % ;
- taxe foncière sur les propriétés bâties : 32,03 % ;
- taxe foncière sur les propriétés non bâties : 117,58 % ;
- taxe additionnelle à la taxe foncière sur les propriétés non bâties : 0 % ;
- cotisation foncière des entreprises : 0 %.

Chiffres clés Revenus et pauvreté des ménages en 2021 : médiane en 2021 du revenu disponible, par unité de consommation : 21 900 €.

### Jumelages
La commune n'est jumelée à aucune ville et aucun village pour le moment.

## Équipements et services

### Enseignement
École primaire.
La commune dépend de l'académie de Nice. Les élèves de Pignans commencent leur scolarité dans la commune, à l'école maternelle « Alphonse Daudet » (183 enfants) et l'accès aux écoles primaires « Jean Giono » et « Marcel Pagnol » (356 écoliers),. Les plus proches collèges se situent à Besse-sur-Issole et au Luc en Provence,. Un service de transport scolaire est à disposition des collégiens.

### Santé
Professionnels et établissements de santé présents à la maison médicale - rue des cliquesses :
- Médecins[57].
- Dentistes
- Hôpitaux proches[58] : Pierrefeu-du-Var, Le Luc, Brignoles.

## Population et société

### Démographie

#### Évolution démographique
L'évolution du nombre d'habitants est connue à travers les recensements de la population effectués dans la commune depuis 1793. Pour les communes de moins de 10 000 habitants, une enquête de recensement portant sur toute la population est réalisée tous les cinq ans, les populations de référence des années intermédiaires étant quant à elles estimées par interpolation ou extrapolation. Pour la commune, le premier recensement exhaustif entrant dans le cadre du nouveau dispositif a été réalisé en 2004.

En 2022, la commune comptait 4 767 habitants, en évolution de +18,94 % par rapport à 2016 (Var : +4,98 %, France hors Mayotte : +2,11 %).
| 1793  | 1800  | 1806  | 1821  | 1831  | 1836  | 1841  | 1846  | 1851  |
| ----- | ----- | ----- | ----- | ----- | ----- | ----- | ----- | ----- |
| 2 500 | 2 230 | 2 051 | 2 421 | 2 380 | 2 340 | 2 303 | 2 278 | 2 296 |

| 1856  | 1861  | 1866  | 1872  | 1876  | 1881  | 1886  | 1891  | 1896  |
| ----- | ----- | ----- | ----- | ----- | ----- | ----- | ----- | ----- |
| 2 375 | 2 703 | 2 626 | 2 517 | 2 447 | 2 114 | 2 026 | 1 924 | 1 754 |

| 1901  | 1906  | 1911  | 1921  | 1926  | 1931  | 1936  | 1946  | 1954  |
| ----- | ----- | ----- | ----- | ----- | ----- | ----- | ----- | ----- |
| 1 840 | 1 716 | 1 677 | 1 600 | 1 625 | 1 569 | 1 609 | 1 485 | 1 493 |

| 1962  | 1968  | 1975  | 1982  | 1990  | 1999  | 2004  | 2006  | 2009  |
| ----- | ----- | ----- | ----- | ----- | ----- | ----- | ----- | ----- |
| 1 520 | 1 792 | 1 674 | 1 789 | 2 338 | 2 598 | 2 915 | 3 025 | 3 296 |

| 2014  | 2019  | 2022  | - | - | - | - | - | - |
| ----- | ----- | ----- | - | - | - | - | - | - |
| 3 795 | 4 588 | 4 767 | - | - | - | - | - | - |

### Sports
Divers équipements sportifs, tel qu'un stade municipal, une salle polyvalente avec un dojo ou encore des courts de tennis permettent d'effectuer des activités sportives telles que : 
- Basket-ball ;
- Judo ;
- Karaté ;
- Danse ;
- Yoga
- Tennis ;
- Football ;
- Badminton;
- Aïkibudo;
- Escrime;
- Gym douce;
- Pilates;
- Sophrologie;
- VTT.

### Culte
La paroisse catholique de Pignans dépend du diocèse de Fréjus-Toulon et du doyenné de Brignoles. La communauté dispose de la collégiale Notre-Dame-de-la-Nativité placée aussi sous le vocable de Notre-Dame-de-l'Assomption.

## Économie
- Industrie :
  - Usine de papeterie[64].
- Agriculture (Patrimoine agricole) :
  - Moulin à farine[65].
  - Moulins à huile[66],[67],[68].
  - Coopérative vinicole dite Coopérative la Bourgade, puis le Cellier des Trois Pignes[69].
  - Coopérative vinicole dite Coopérative la Ruche, puis le Cellier des Trois Pignes[70].
- Tourisme :
  - Hôtel de voyageurs[71].
  - Gîtes, chambres d'hôtes.
- Commerce :
  - Comme de nombreux villes et villages de Provence, un marché est organisé à Pignans. Il a lieu tous les jeudis et dimanches matin[72].
  - Commerces de proximité, bars, restaurants[73].

## Culture locale et patrimoine

### Lieux et monuments

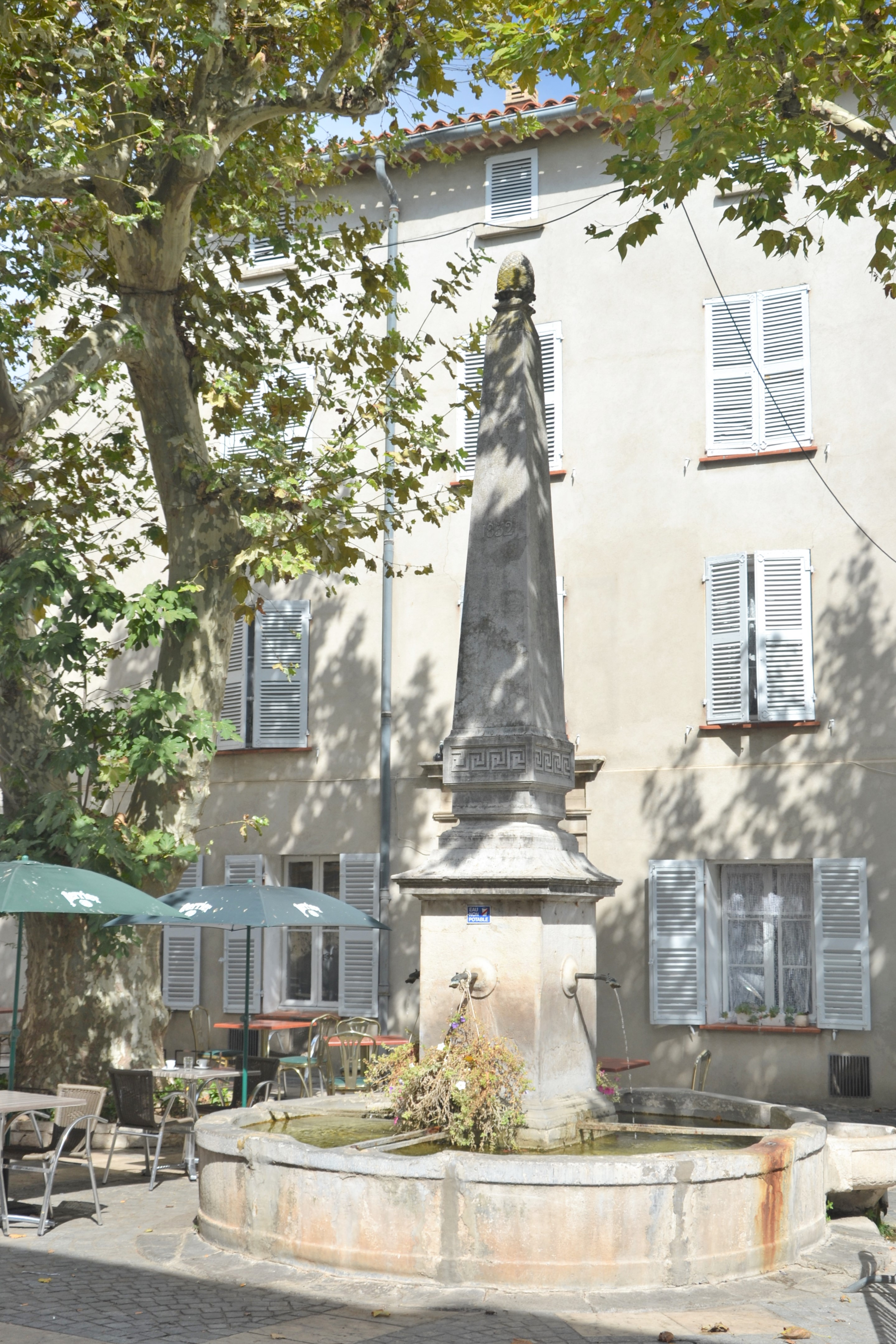
Fontaine située Place Mazel.
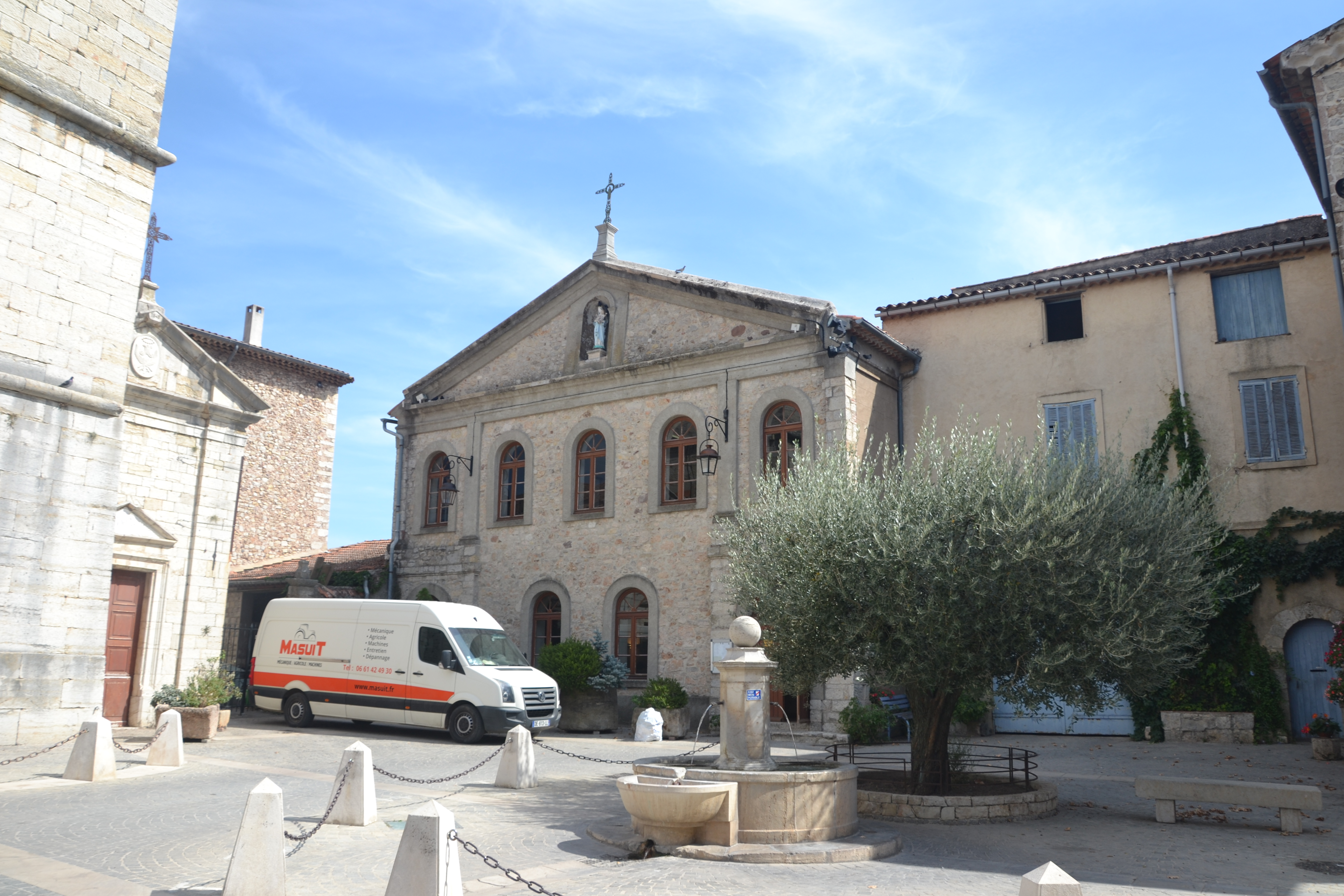
Place de l'église.
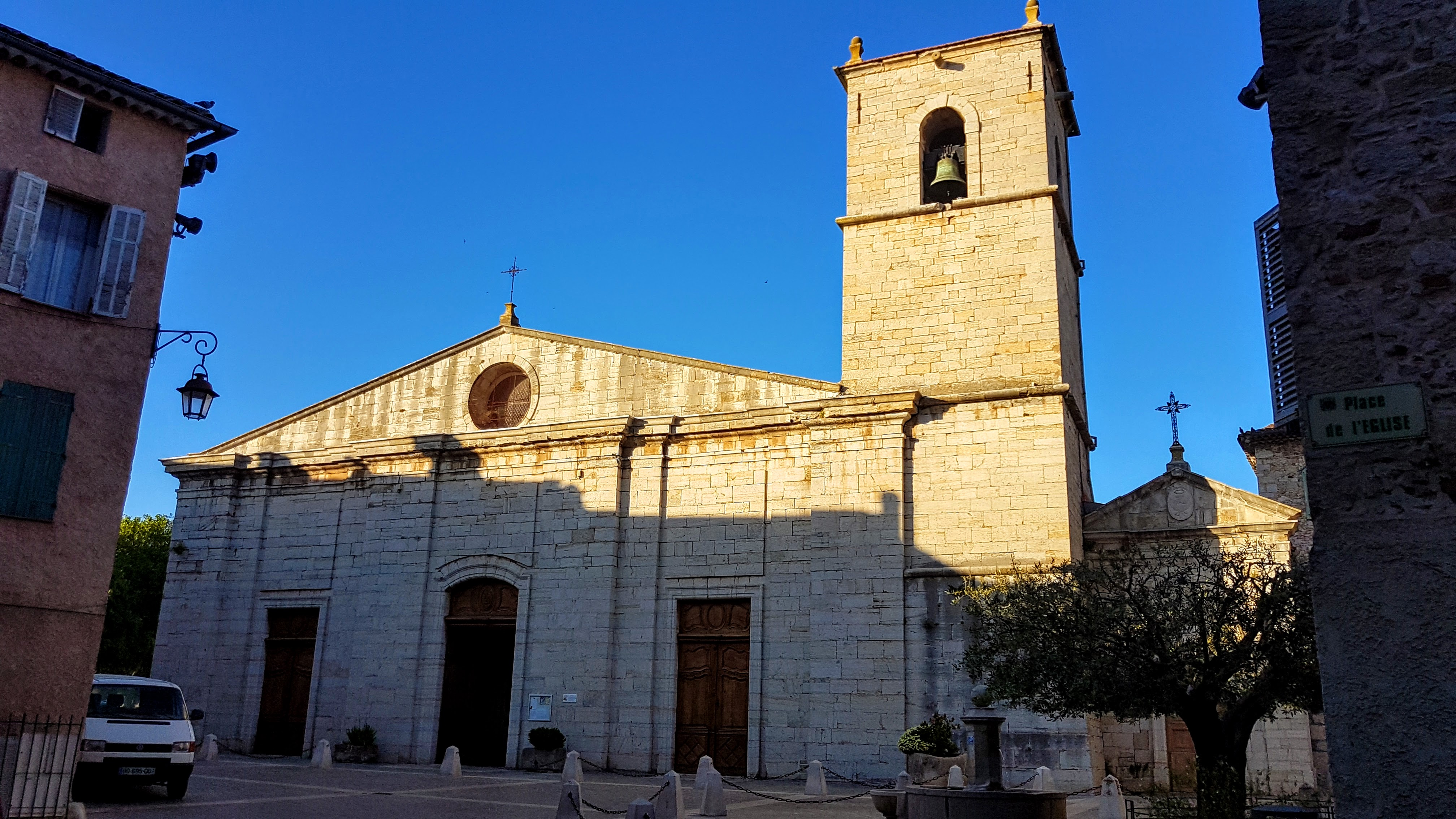
La collégiale Notre-Dame de la Nativité sur la place de l'église.
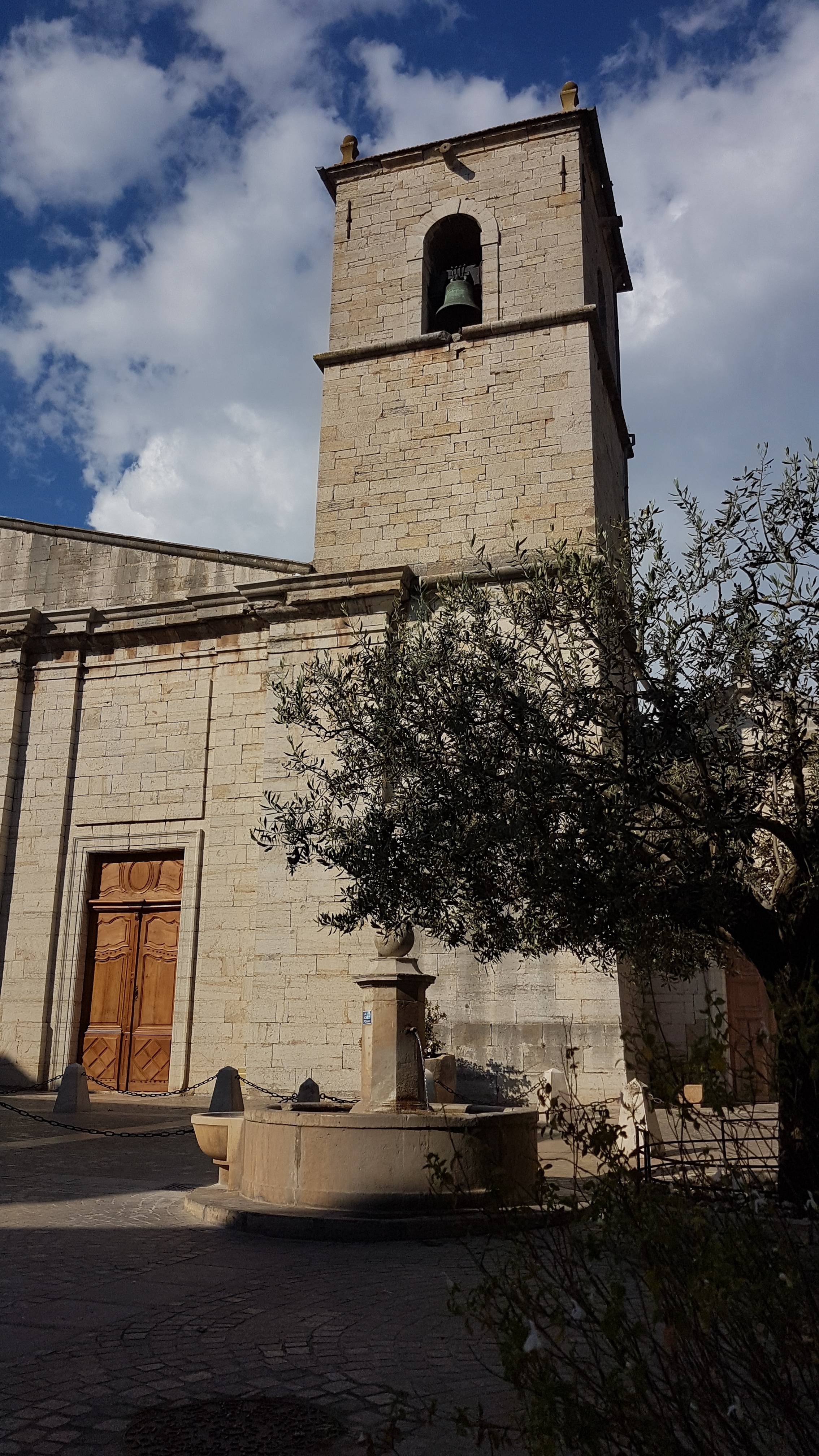
Clocher de la collégiale.
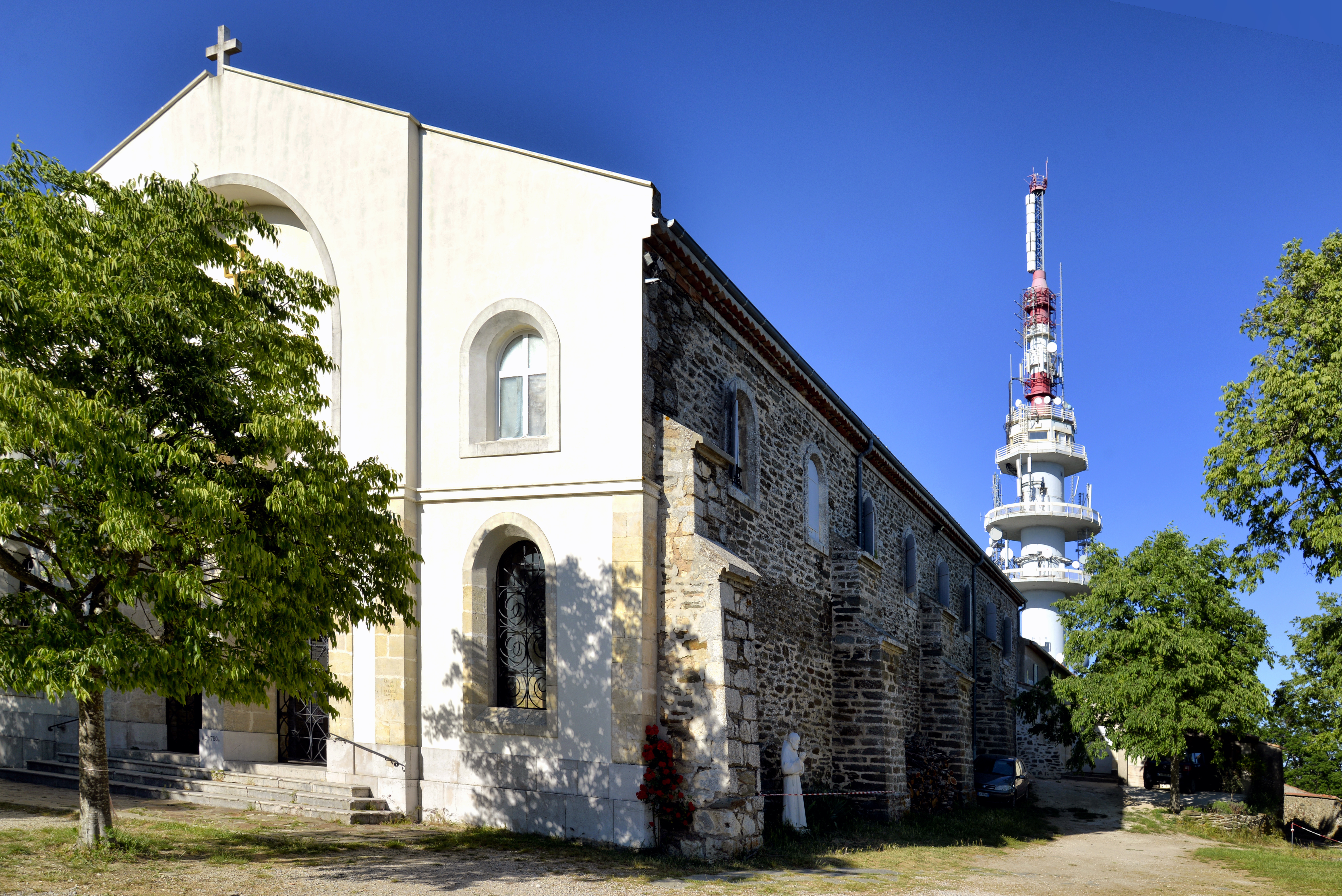
Chapelle Notre-Dame-des-Anges et son imposant relai de communication.

Patrimoine civil
- Mairie, maison natale de Jules Gérard.
- Monuments commémoratifs[74],[75],[76],[77],[78].
- Tour de l'horloge[79] et sa cloche de 1607[80].
- Porte de Ville située place des Armistices[81].
- Fontaines[82],[83],[84],[85],[86],[87],[88],[89],[90] et lavoirs[91],[92],[93],[94],[95].

Patrimoine religieux
- Collégiale Notre-Dame-de-la-Nativité[96] ou de l'Assomption, dans le village[97], avec son orgue de tribune reconstruit par Isnard en 1776 dans la nouvelle église[98],[99],[100]. Son clocher comporte trois cloches.

Vues intérieures du patrimoine religieux :
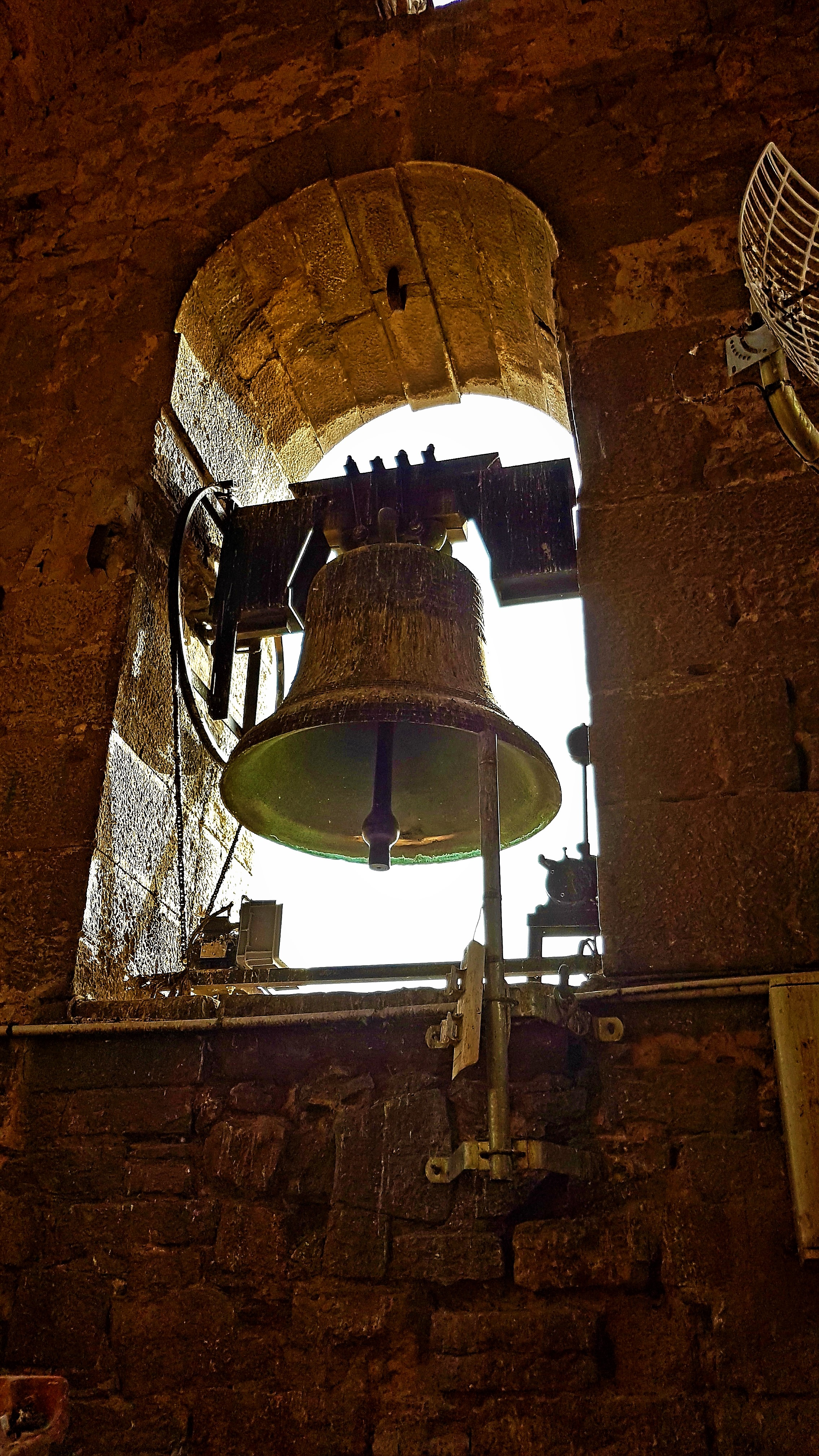
Grosse cloche datant de 1823.
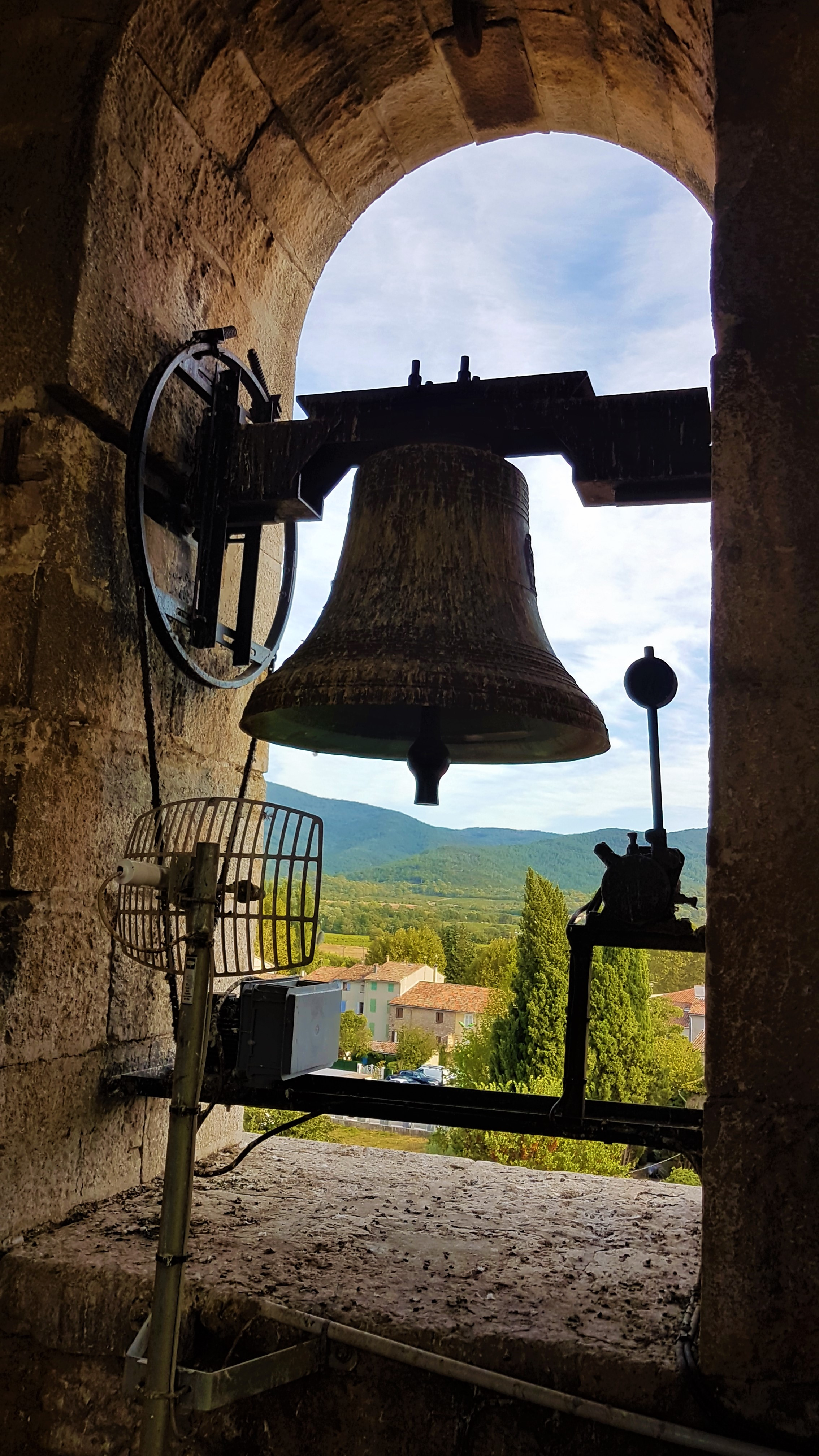
Moyenne cloche datant de 1856.
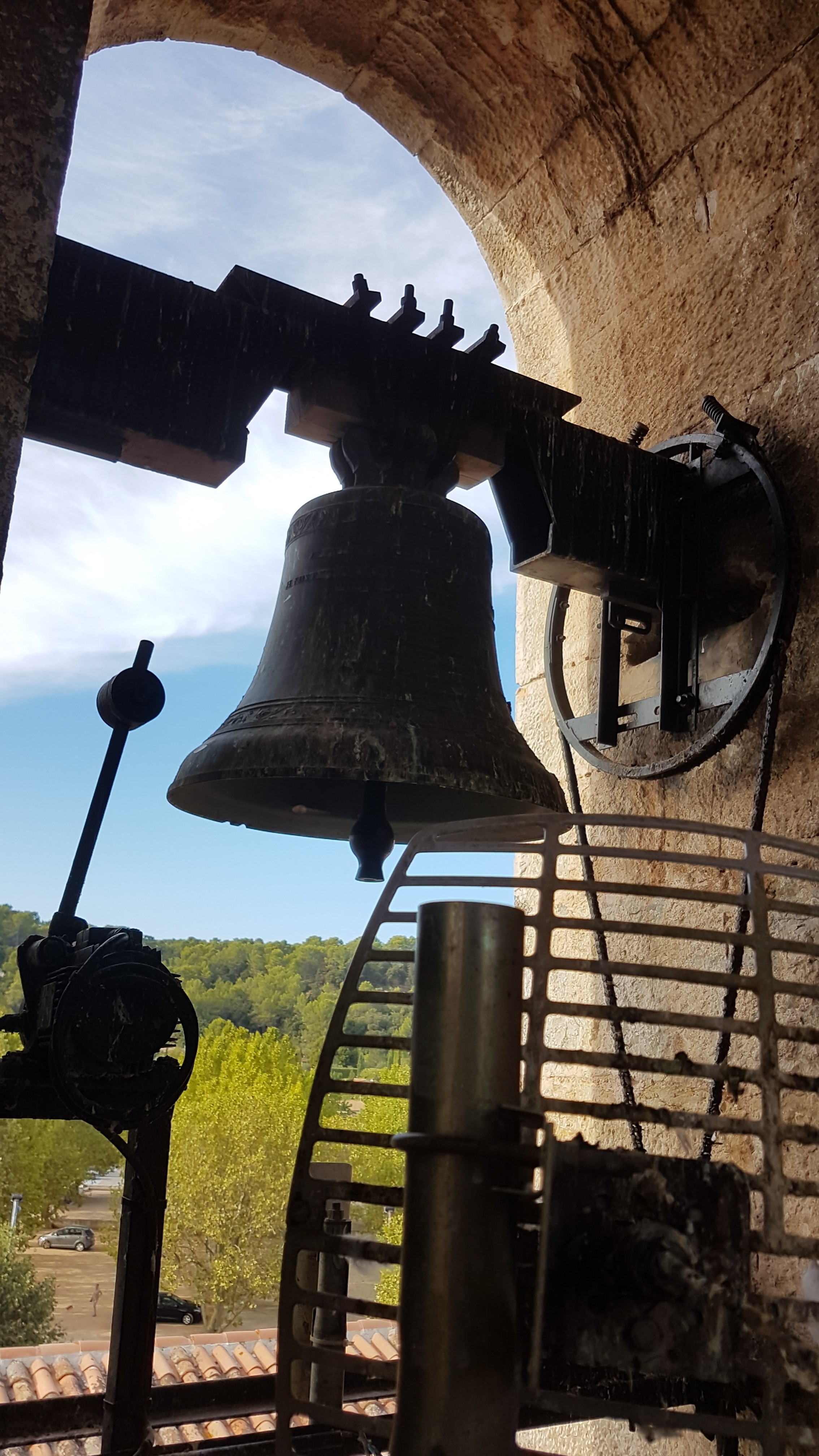
Petite cloche datant de 1989.
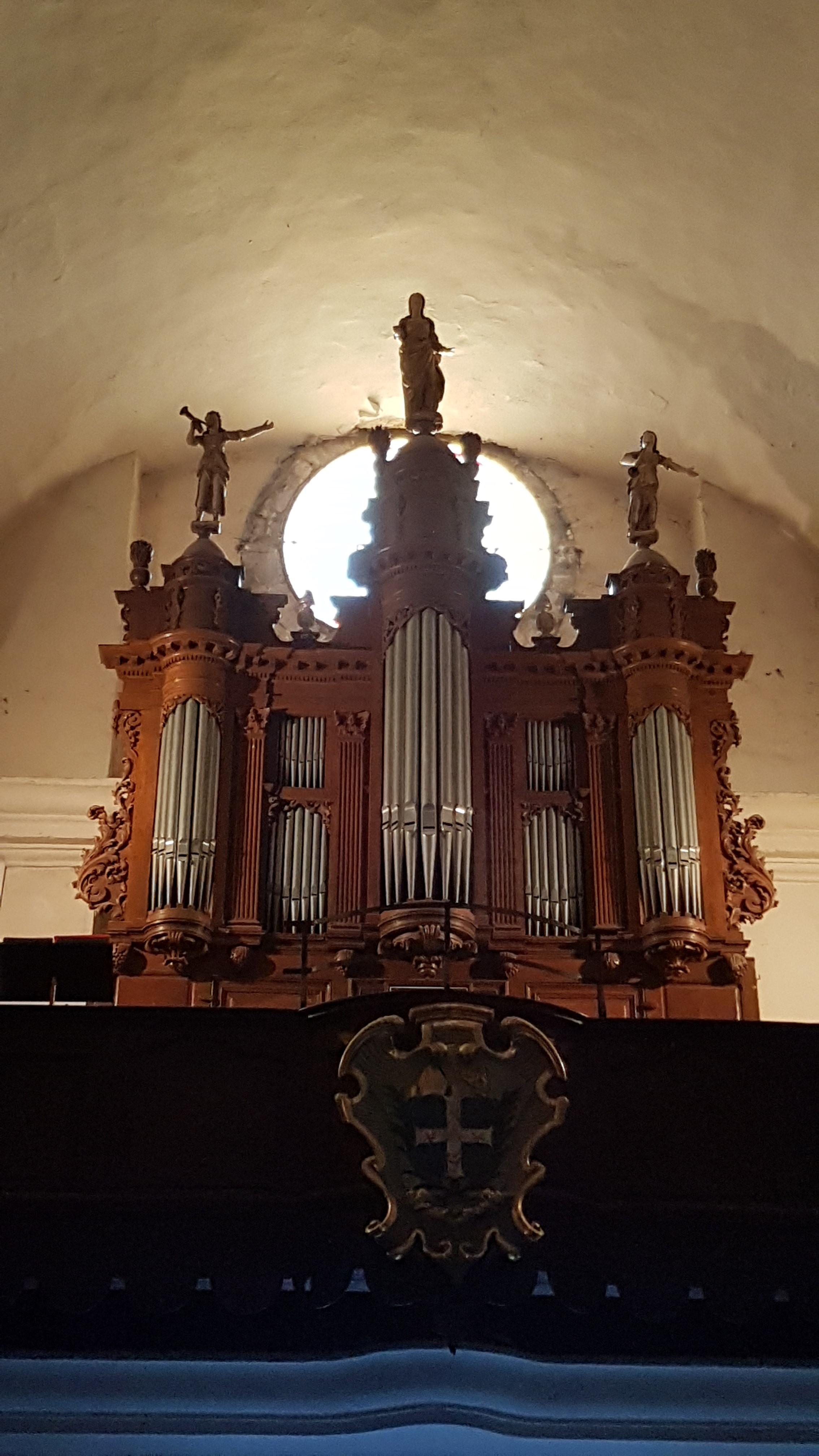
Orgue de l'église.
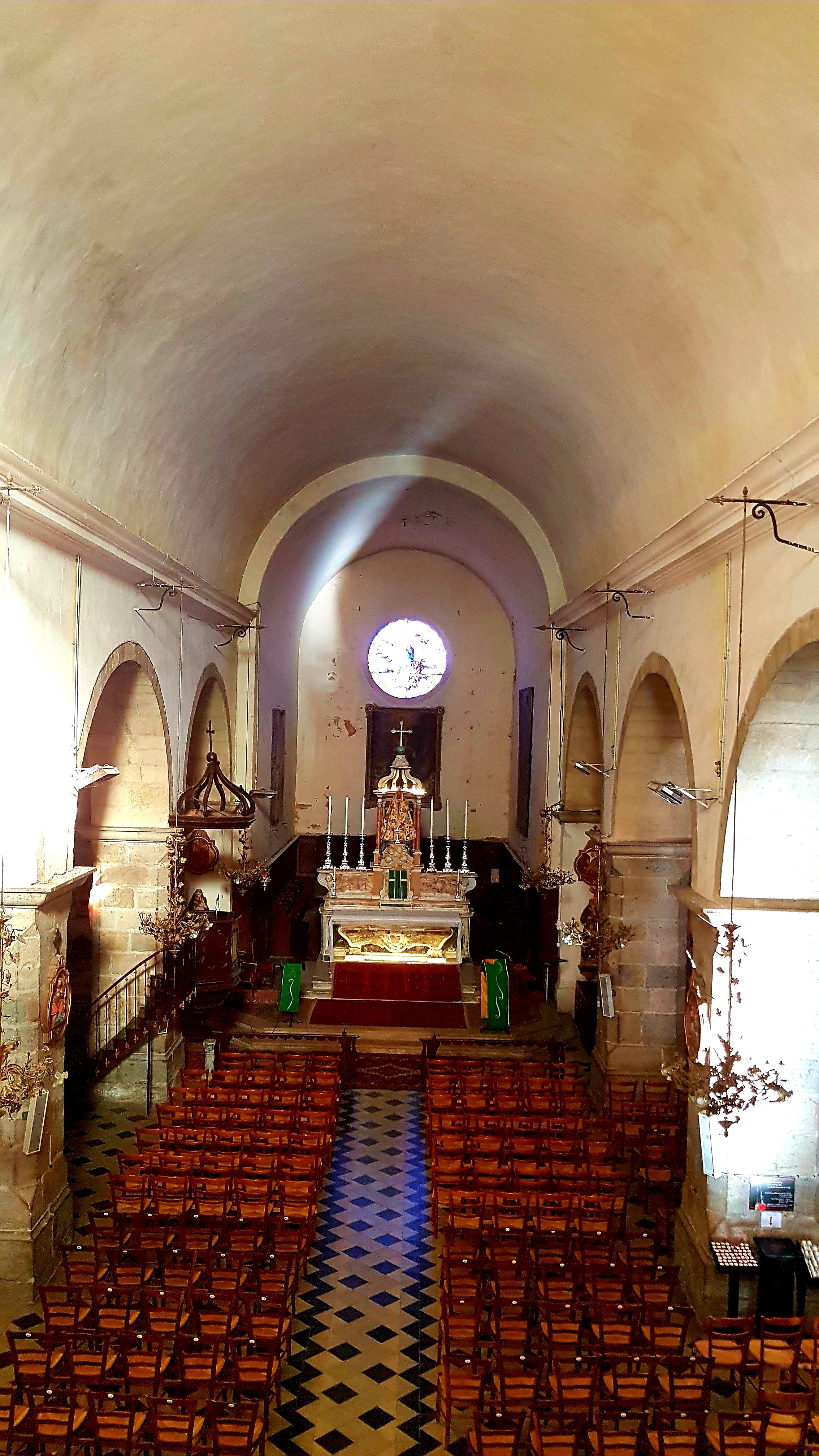
Nef et chœur église depuis la tribune de l'orgue.
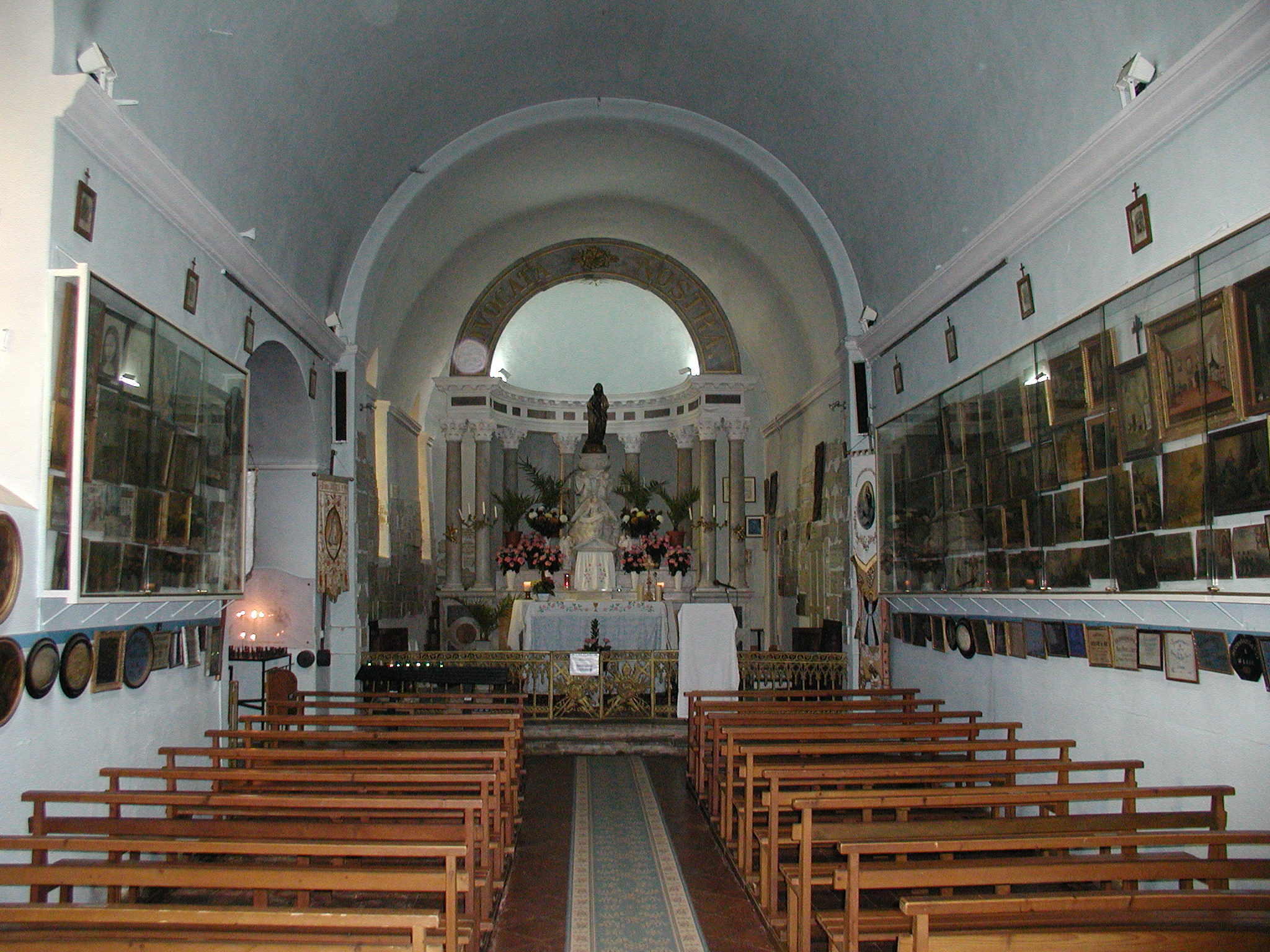
Intérieur de la chapelle Notre-Dame-des-Anges et ses ex-voto. La vierge noire est posée sur un autel en marbre.
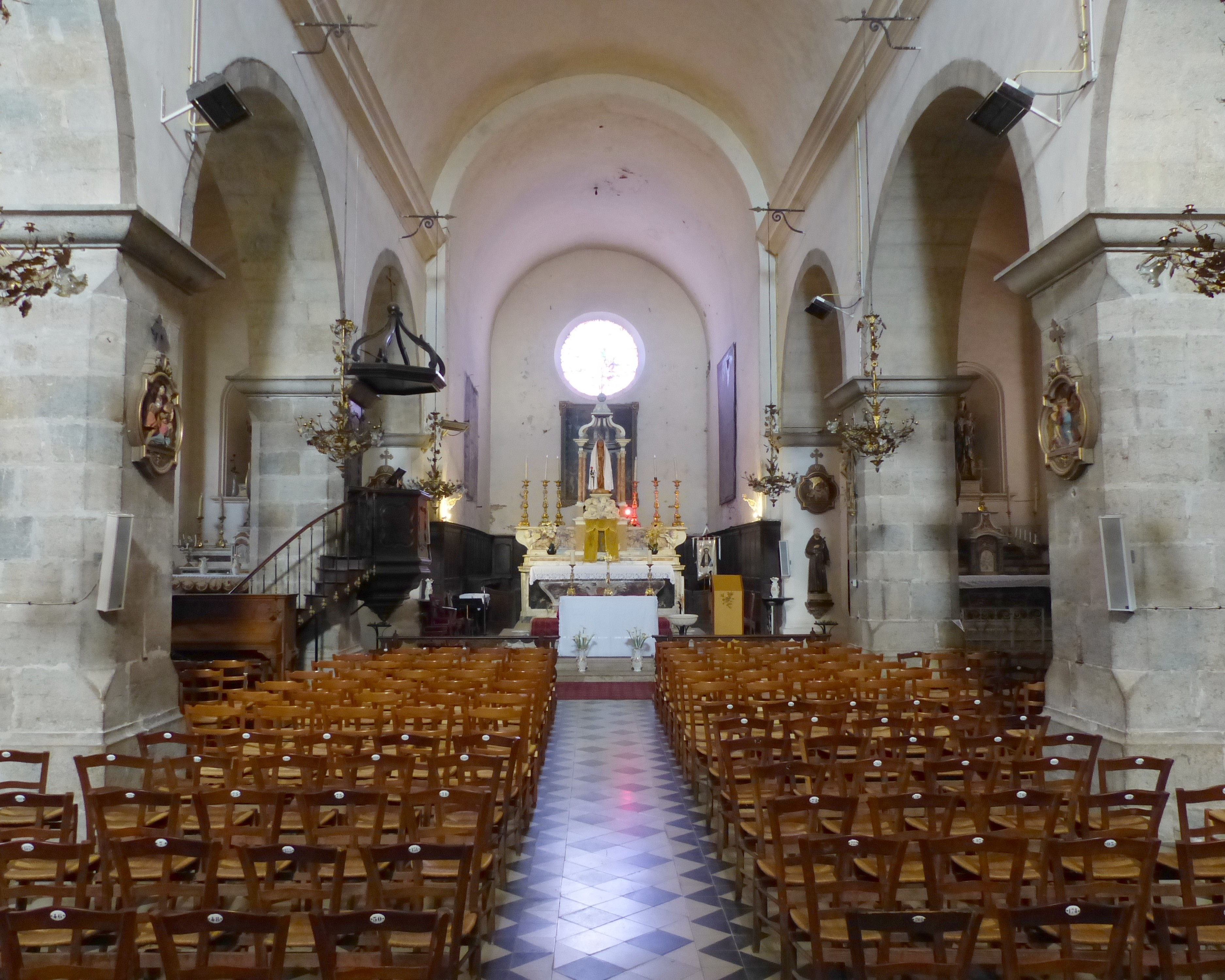
Intérieur de l'église.

- Chapelle de Pénitents Blancs Notre-Dame-de-l'Annonciade[101].
- Chapelle de Pénitents Saint-André, du XIIIe siècle[102].
- Chapelle de la Congrégation des Filles[103].
- Chapelle Notre-Dame-des-Anges[104] (à environ dix kilomètres au sud du village)[105],[106]. Selon la légende, elle est fondée en 517 par Thierry Ier, fils de Clovis, en souvenir d'une victoire sur les Wisigoths, au bourg des Pins (ancien nom de Pignans). Parmi ses ex-voto[107] les plus surprenants, celui de Jules Gérard, sous la forme d'un crocodile[108], suspendu au plafond[109]. Selon la croyance chrétienne, le pèlerinage à Notre-Dame-des-Anges guérit de la paresse[110]. Cette chapelle et son sanctuaire abritent aujourd'hui une communauté des frères franciscains de l'Immaculée à Notre-Dame-des-Anges du massif des Maures.
- Chapelle Saint-Pierre[111], XVIIe siècle.
- Chapelle Saint-Barthélémy[112], en 2020[113].
- Couvent d'Augustins Saint-Paul[114].
- Croix[115] et oratoires[116],[117],[118],[119],[120],[121],[122].
- Restes de mur du monastère fortifié de style Roman, au chevet de la collégiale (XIe siècle).

### Personnalités liées à la commune
- Rollet de Garcin ( ? - 1229 ), troubadour, homme de guerre et religieux, il décide de se faire moine et prendre la prépositure de Pignans.
- Honoré-Nicolas-Marie Duveyrier (1753-1839), juriste, homme politique et auteur dramatique français y est né.
- Napoléon Bonaparte (1769-1821), militaire, homme d'État français et premier empereur des Français, passa la nuit du 11 octobre 1799 à l'auberge de la cloche d'or, accompagné des Généraux Lannes et Berthier.
- Emmanuel Lauret (1809-1882), artiste peintre y est né.
- Jules Gérard (1817-1864), surnommé le « tueur de lions », explorateur et chasseur y est né.
- Hubert Falco (1947-), homme politique, député, sénateur et ministre, maire de Pignans puis de Toulon y est né.

### Héraldique
|  | Les armoiries de Pignans se blasonnent ainsi :D'azur aux trois pommes de pin tigées et feuillées d'or. |